# Ted Sherdeman
Ted Sherdeman est un producteur et scénariste américain, né le 21 juin 1909, et décédé le 22 août 1987.

## Filmographie

### comme scénariste
- 1949 : Le Démon de l'or (Lust for Gold)
- 1950 : Breakthrough (en)
- 1952 : L'Inexorable Enquête (Scandal Sheet) de Phil Karlson
- 1952 : Retreat, Hell! (en)
- 1952 : The Winning Team
- 1953 : The Eddie Cantor Story (en)
- 1954 : Des monstres attaquent la ville (Them!)
- 1955 : Le Tigre du ciel (The McConnell Story)
- 1956 : The Toy Tiger
- 1956 : Brisants humains (Away All Boats)
- 1958 : St. Louis Blues
- 1958 : Tueurs de feux à Maracaibo (Maracaibo)
- 1960 : L'Orphelin et son chien (A Dog of Flanders)
- 1960 : Saipan (Hell to Eternity)
- 1961 : The Big Show (en)
- 1961 : Misty
- 1964 : L'Île des dauphins bleus (Island of the Blue Dolphins)
- 1966 : And Now Miguel
- 1969 : My Side of the Mountain

### comme producteur
- 1954 : Le Cavalier traqué
- 1961 : The Big Show (en)